# Поморские говоры

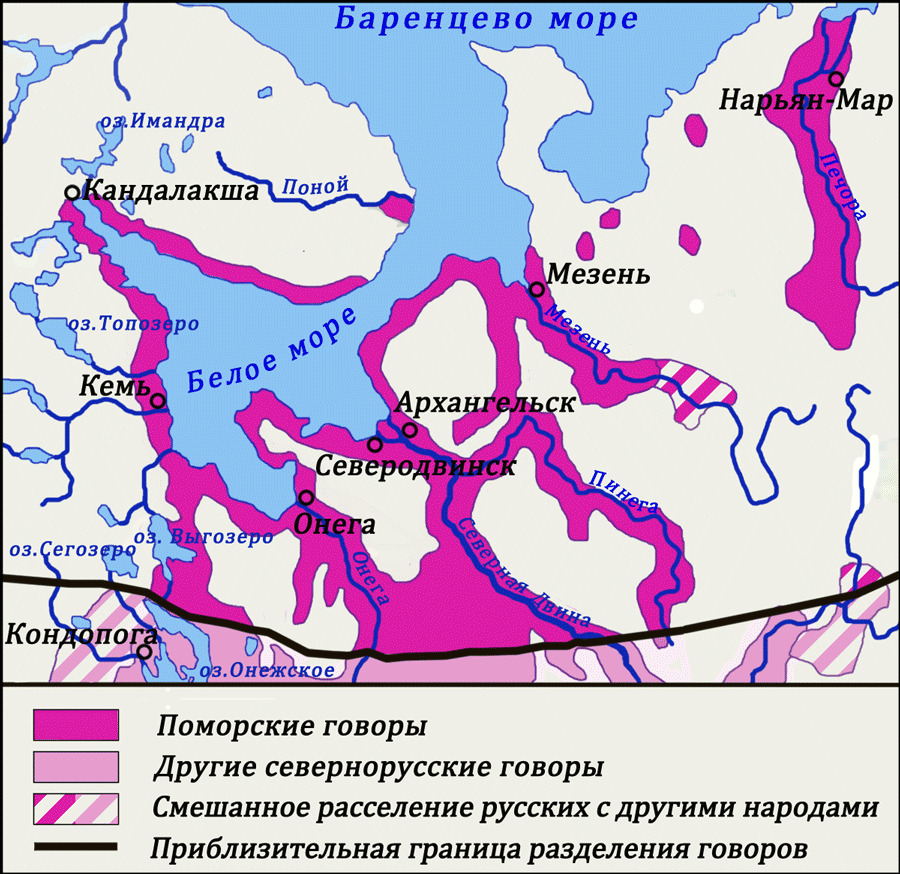
Группа архангельских (поморских) говоров на диалектологической карте 1914 года

Помо́рские го́воры — говоры севернорусского наречия, распространённые среди поморов и других северных русских в бывших Архангельской и северных частях Олонецкой и Вологодской губерний.
В рамках подготовки к проведению Всероссийской переписи населения 2010 года Росстат России в алфавитный перечень возможных вариантов ответов населения для кодирования ответов на вопросы раздела 9 Переписного листа формы Л переписи (утверждён Приказом Росстата от 27 января 2010 г. № 74), то есть в качестве варианта для ответа на вопрос о родном языке и о владении языками, включил поморский язык (под кодом 132).
В поморском говоре чувствуется сильное влияние новгородских говоров, имеется значительное количество архаизмов и заимствований из финно-угорских языков.

## История
Формирование Архангельской (Поморской) группы говоров непосредственно связано с историческим процессом образования и развития севернорусского наречия, сложившегося из разных диалектов древнерусского языка. Как и остальные говоры северного наречия говоры Архангельской (Поморской) группы сформировались в результате междиалектного взаимодействия носителей новгородского и ростово-суздальского диалектов, появившихся с XII века на русском севере и расселившихся по берегу Белого моря от Онеги до Кеми, а также по берегу Баренцева моря.
Генетическая основа поморских говоров выражена в различных по времени происхождения диалектных чертах, распространившихся как с территории Новгородской, так и с территории Ростово-Суздальской земли. В частности, поморские говоры характеризуются такими новообразованиями новгородского диалекта, как произношение твёрдого /т/ в окончаниях глаголов 3-го лица; произношение /мм/ на месте сочетания /бм/ и т. д. (вместе с тем в поморских говорах отсутствует такая типичная севернорусская черта новгородского происхождения, как совпадение форм дательного и творительного падежей множественного числа прилагательных и существительных). Среди новгородских архаизмов отмечаются такие, как передвижение гласной /а/ в положении между мягкими согласными в передний ряд; цоканье; наличие сочетания предлога мимо с существительным в форме винительного падежа: проехать мимо лес и т. д. К ростово-суздальским языковым инновациям относятся изменения е в /о/ перед твёрдыми согласными; распространение чередования губно-зубных согласных /в/ с /ф/; выпадение интервокального /j/; возможно, заударное ёканье и т. д.
О наличии междиалектных контактов с другими севернорусскими говорами в период обособленного развития уже сформировавшегося севернорусского наречия говорит распространение в поморских говорах диалектных явлений, появившихся в XVII—XVIII веках, таких, как, например, утрата [т], [т’] в конечных сочетаниях [ст], [с’т’]; возможность произношения /и/ в соответствии ě как под ударением, так и в предударном положении и т. д.
Кроме общесевернорусских диалектных черт в поморских говорах формировались собственные диалектные явления, вероятнее всего, уже на раннем этапе развития севернорусского наречия. К особенностям поморских говоров относятся местные новообразования, не получившие широкого распространения в ареале севернорусского наречия, а также их отличие по соотношению явлений новгородского или ростово-суздальского происхождения от других групп говоров северного наречия. Появление специфических архангельских диалектных черт связано не только с некоторой территориальной обособленностью говоров, но и с образованием субэтнической группы поморов, у которых сложился своеобразный культурно-хозяйственный тип промыслового приморского хозяйства, включающий рыболовство, морскую охоту, мореходство и предпринимательство. Так, в речи поморов отмечается значительный лексический субстрат финно-угорского и саамского происхождения, включающий местные топонимы, слова, обозначающие местные поморские реалии, названия предметов быта, названия животного и растительного мира и т. д., кроме того торговые связи поморов с Норвегией способствовали проникновению в поморские говоры норвежских лексических заимствований.

## Особенности говоров
Область распространения поморских говоров находится вне пределов территории картографирования, выбранной для составления диалектологического атласа русского языка, поэтому она не показана на диалектологической карте 1964 года и в характеристике группы говоров представлены черты, которые могут охватывать не все поморские говоры, но являются наиболее типичными для большинства из них.
В языковой комплекс поморских говоров входит бо́льшая часть севернорусских диалектных черт, включая такие, как:
1. Полное оканье (различение гласных неверхнего подъёма после твёрдых согласных в безударном положении): в[о]дá, н[о]сы́; тр[а]вá, стр[а]ды́ и т. п.[12][13][14];
2. Смычное образование звонкой задненёбной фонемы /г/ и её чередование с /к/ в конце слова и слога: дру́[г]а — дру[к], сапо[г]á — сапó[к] и т. п.[15][16][17];
3. Отсутствие /j/ в интервокальном положении, явления ассимиляции и стяжения в сочетаниях гласных у глаголов и прилагательных: дêл[а]т, зн[а]т, выключ[á]т, ум[é]т; но́в[а], молод[а́], но́в[ы], молод[ы́], но́в[у], молод[у́] и т. п.
4. Наличие сочетания мм в соответствии сочетанию бм: о[мм]áн, о[мм’]éн и т. п.[18][19][20] и многие другие диалектные черты.

Также в характеристику поморских говоров входят местные диалектные черты, перечисленные в издании «Русской диалектологии» 2005 года (в котором Архангельская (Поморская) группа говоров была впервые после публикации классификации русских диалектов 1964 года отмечена как самостоятельная диалектная единица в составе севернорусского наречия). Данные черты характеризуют говоры Поморской группы и выделяют её как отдельную единицу диалектного членения русского языка, но при этом они могут встречаться и в части других севернорусских говоров, соседних с поморскими:

### Фонетика
1. Наличие гласного е на месте фонемы /е/ под ударением и в первом предударном слоге:
  - перед твёрдым согласным: с[вет], [рéк]ам (под ударением); с[вет]ло́, [рек]á (в первом предударном слоге);
  - перед мягким согласным: с[вéт]ит, [рéк]и (под ударением); с[вет]и́ть, у [рек]и́ (в первом предударном слоге).
2. Произношение между мягкими согласными в соответствии фонеме /а/ гласного [е] (чередование а с е): [п’áт]ой — [пет’] (пять), в[з’ал] — в[зéл]и (взяли) и т. п.[22][23] Подобный тип вокализма регулярно встречается в соседних с архангельскими говорами — в вологодских[24] и лачских[25], менее регулярно — в белозерских говорах[26].
3. Мягкое («шепелявое») цоканье — неразличение аффрикат /ц/ и /ч’/, совпадение их в палатализованном [ц’] или, чаще, в палатальном [ц’’] (в звуке, среднем между [ц’] и [ч’]): [ц’]ай — у́ли[ц’]а, или [ц’’]ай — у́ли[ц’’]а (чай — улица)[27]. Данное диалектное явление связывает поморские говоры со значительной частью говоров центрального и восточного ареала севернорусского наречия. Прежде всего с вологодскими[28], онежскими[29], лачскими, восточными белозерскими, восточными костромскими[30][31], а также с генетически связанными с севернорусскими вятскими, сибирскими и другими говорами территории позднего заселения[32].
4. Наличие палатальных («шепелявых») согласных [с’’], [з’’]: [с’’]и́ла, ко[с’’]и́ть; [з’’]имá, во[з’’]и́ть и т. п. Произношение согласных [с’’], [з’’] в рассеянном распространении встречается в центральном и северо-восточном севернорусском ареале, в качестве одной из диалектных черт данный тип произношения включён в характеристику языкового комплекса белозерско-бежецких говоров с указанием на их непоследовательное распространение[26]. Кроме того произношение мягких фонем /с’/, /з’/ с сильным шипящим призвуком отмечается и в среднерусских говорах — в псковских[33] и мещёрских[34].
5. Распространение на месте сочетания чн сочетания [с’’н’]: ску́[с’’н’]о, моло́[с’’н’]о, пé[с’’н’]о́ место и т. п. Сочетание [сн] на месте чн или шн распространено во владимирско-поволжских говорах (в частности, в таких формах, как пшени́[сн]ый, моло́[сн]ой, яи́[сн]ица)[35], также в рассеянном распространении форма моло́[сн]ой известна в костромских говорах[36].

### Морфология и синтаксис
1. Совпадение окончания -и (-ы) у существительных 1-го склонения в формах родительного, дательного и предложного падежа единственного числа, а также у существительных 2-го склонения в форме предложного падежа и 3-го склонения в формах дательного и предложного падежа единственного числа:
  - от сестр[ы́], к сестр[ы́], о сестр[ы́]; без земл[и́], к земл[и́], в земл[и́];
  - на стол[и́], на хребт[и́], в декабр[и́], на стекл[и́], в молок[и́];
  - к пéч[и]/к печ[и́], к ло́шад[и]/к лошад[и́], в печ[и́], на лошад[и́].

Формы существительных женского рода родительного, дательного и предложного падежа единственного числа с окончанием -и (-ы) характерны для говоров северо-западной диалектной зоны, размещённых на ранней территории распространения древненовгородского диалекта до XIV века.
1. Распространение окончания -ей после ц у существительных 2-го склонения в форме родительного падежа множественного числа: нет огур[цéй], нет блю́д[цей], у от[цéй], у зáй[цей] и т. п. Такие же окончания встречаются в говорах Вологодской группы (преимущественно в западной части группы) и в межзональных говорах северного наречия (более последовательно и лексически неограниченно, чем в вологодских)[29].
2. В отличие от большинства севернорусских говоров (кроме лачских, онежских и северных вологодских) в поморских различаются формы дательного и творительного падежа существительных и прилагательных, при этом форма творительного падежа имеет окончание -ми для существительных (ногá[ми], деть[ми́]) и окончание -ма для прилагательных, местоимений и числительных (сыры́[ма], бéлы[ма], э́ти[ма], все[мá], дву[мá], трои́[ма]). В лачских говорах отмечается форма творительного падежа — -ми (за дома[ми]); в северных вологодских — -ми или, реже, -ма (за дома[ми], за дома[ма]); в онежских — -ма или, реже, -мы (за дома[ма], за дома[мы])[39].
3. Наличие согласных [г], [ɣ] в окончаниях прилагательных и местоимений в форме родительного падежа единственного числа мужского и среднего рода: бéло[г]о, молодо́[г]о, тако́[г]о или бéло[ɣ]о, молодо́[ɣ]о, тако́[ɣ]о. Данное окончание рассеянно распространено и в других говорах северного наречия (преимущественно в межзональных говорах, наиболее последовательно в говорах вокруг Онежского озера)[29][40], но основной ареал его распространения (с согласным [ɣ] в окончании) — говоры южной диалектной зоны (все южнорусские говоры без говоров Тульской группы)[41].
4. Распространение формы местоимения 3-го лица женского рода в винительном падеже ей (реже ней). В остальных севернорусских говорах встречаются такие формы этого местоимения, как йей (северные ладого-тихвинские говоры, южные онежские говоры), йейу́ (южные ладого-тихвинские говоры), йейе́ (северные вологодские говоры), йейо́ (южные вологодские говоры) и йу (северные онежские говоры).
5. Наличие ударения на конечном гласном [е] в окончаниях глагольных форм 2-го лица множественного числа: несе[тé], сиди[тé] и т. п. Распространение ударения на конечном гласном в глаголах связывает архангельские говоры с большим числом говоров северо-восточной диалектной зоны, в которых наряду с [е] в окончаниях отмечается также и ударный гласный [о]: несе[тé], несе[т’о́][38].
6. Возвратные формы глагола с гласным [е] под ударением: боя́л[се], взялá[се], мо́ет[це] и т. п. Ареал этого явления захватывает и северные вологодские говоры (в южных вологодских чаще встречаются формы глагола с [о] — умы́л[с’о])[42].
7. Употребление предлогов подле, возле, мимо в сочетании с винительным падежом имени: во́зле амба́р, ми́мо дом, по́дле реку́ и т. п. Употребление предлогов по́дле, во́зле входит в языковую характеристику Вологодской группы говоров[43], встречаясь также в говорах Кировской области, а употребление предлога ми́мо входит в характеристику ареала II пучка северной диалектной зоны[44][45].
8. Употребление предлогов по-за, по-над, по-под в сочетании с дательным и творительным падежами имени: по-за двору́/по-за дворо́м, по-над бе́регу/по-над бе́регом, по-под горы́/по-под горо́й и т. п. Употребление двойных предлогов распространено в говорах Вологодской группы[43], в вятских говорах Кировской области, а также в пограничных с Украиной районах Курской, Белгородской и Воронежской областей (данное явление входит в языковую характеристику оскольских говоров[46]). Употребление двойных предлогов характерно для украинского языка и части говоров белорусского языка[47].
9. Употребление предлогов в-за, в-под в сочетании с винительным, творительным и предложным падежами имени: в-за реку́, в-под ла́вку, в-по-за кры́шку, в-за столо́м, в-под горо́й, в-за пле́цях, в-под па́зухи, в-по-за ко́цьи и т. п.

## Изучение
- Одним из первых подвижников изучения поморского говора был краевед Иван Матвеевич Дуров (1894—1938), который в период 1912—1934 годов собрал материалы для «Словаря живого поморского языка» из более чем 12 тысяч поморских слов и выражений[48].
- Изучением поморского говора занимался И. С. Меркурьев (1924—2001), профессор филологии, автор ряда книг, в том числе «Живая речь кольских поморов» (издана в 1979 г., содержала около 5 000 поморских слов и выражений).
- Поморский говор (пусть и без использования этого названия) активно исследуется и в Московском государственном университете, которым в период с 1980 по 2020 гг. был издан 21 том «Архангельского областного словаря» (от А до З)[49], содержащих около 26 200 слов и значений многозначных слов. Всего же в словнике «Архангельского областного словаря», собранном в ходе полевых экспедиций, ведущихся с 1956 года, содержится более 200 000 словарных единиц[50][51] (для сравнения, 17-томный «Академический словарь современного русского литературного языка» содержит около 120 тысяч слов).
- В настоящее время изучением поморского говора занимается архангельский врач и общественный деятель Иван Мосеев[52][53]. В 2005 г. и 2006 г. двумя изданиями вышел его труд «Поморьска Говоря: краткий словарь поморского языка», содержащий около двух с половиной тысяч поморских слов и выражений. Первое издание получило премию на конкурсе культурных проектов «Фонда Форд-Мотор компани», второе — премию Федерального агентства по печати и массовым коммуникациям, как лучшее издание в номинации «Культура России 2006»[источник не указан 3949 дней]

## Поморский говор в литературе
Поморский говор, как изобразительное средство, широко использовался в произведениях А. П. Чапыгина, Б. В. Шергина, С. Г. Писахова, Ф. А. Абрамова. Заимствования из поморского часто встречаются в стихах Н. А. Клюева.